# Дви
Дви (фр. Doui) — деревня в Чаде, расположенная на территории региона Тибести. Входит в состав департамента Восточное Тибести. Население составляют представители субэтнической группы теда народа тубу.

## География
Деревня находится в северо-западной части Чада, в центральной части плоскогорья Тибести, на высоте 1347 метров над уровнем моря.
Дви расположен на расстоянии приблизительно 1030 километров к северо-северо-востоку (NNE) от столицы страны Нджамены. Ближайшие населённые пункты: Йентар, Воиши, Воиди, Буро, Ванофу.
Климат Дви характеризуется как аридный жаркий (BWh в классификации климатов Кёппена).

## Транспорт
Ближайший аэропорт расположен в городе Бардаи.